# Googelen

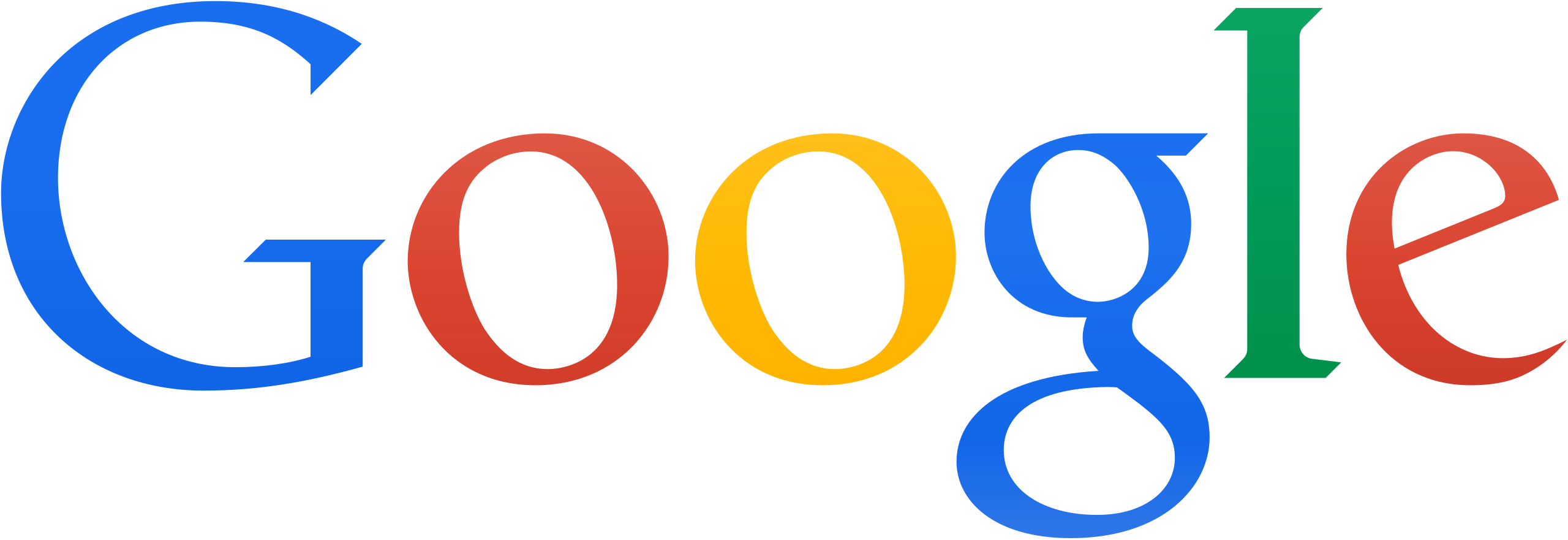
Logo van Google

Googelen, ook wel geschreven als googlen, betekent volgens de Dikke van Dale het zoeken naar informatie op internet. Het Amerikaanse bedrijf Google is het niet eens met deze uitleg en stelt dat de term specifiek van toepassing is op het gebruik van de zoekmachine Google. Omdat Google de meestgebruikte zoekmachine is, wordt googelen hoe dan ook sterk gerelateerd aan Google.
Op basis van artikel 10 van de Community Trademark Directive is in woordenboeken, zoals de Van Dale, een mededeling toegevoegd dat het woord googelen betrekking heeft op een geregistreerd merk.

## Werking
Aan de hand van één of meerdere kernwoorden kunnen websites, afbeeldingen, plaatsen en nieuws opgezocht worden. De zoekmachine geeft een lijst met de meest relevante dan wel betaalde resultaten.

## Citaat
Het is belangrijk dat we ons merk beschermen. Als mensen spreken over googelen willen we zeker weten dat ze bedoelen zoeken met Google en niet met een andere zoekmachine.